# Chi Draconis
Chi Draconis (Batentaban Borealis, Batn al Thuban, 44 Draconis) é uma estrela na direção da constelação de Draco. Possui uma ascensão reta de 18h 21m 02.34s e uma declinação de +72° 44′ 01.3″. Sua magnitude aparente é igual a 3.55. Considerando sua distância de 26 anos-luz em relação à Terra, sua magnitude absoluta é igual a 4.02. Pertence à classe espectral F7Vvar.